# Toremyia costata
Toremyia costata är en tvåvingeart som först beskrevs av Joseph och Parui 1999.  Toremyia costata ingår i släktet Toremyia och familjen rovflugor. Inga underarter finns listade i Catalogue of Life.